# مولين
مولين (بالإنجليزية: Moline, Illinois)‏ هي مدينة تقع في مقاطعة روك آيلاند، إلينوي بولاية إلينوي في الولايات المتحدة. تأسست عام 1848، تبلغ مساحتها (كم²)، وترتفع عن سطح البحر م، بلغ عدد سكانها 43483 نسمة في عام 2010 حسب إحصاء مكتب تعداد الولايات المتحدة .

## التركيبة السكانية
حدّد مكتب تعداد الولايات المتحدة بيانات التركيبة السكانية لمولين في تعداد الولايات المتحدة. في ما يلي، التركيبة السكانية حسب تعدادي 2000 و2010.

### تعداد عام 2000
بلغ عدد سكان مولين 43,768 نسمة بحسب تعداد عام 2000، وبلغ عدد الأسر 18,492 أسرة وعدد العائلات 11,603 عائلة مقيمة في المدينة. في حين سجلت الكثافة السكانية 998.8 نسمة لكل كيلومتر مربع (2,586.9/ميل2). وبلغ عدد الوحدات السكنية 19,487 وحدة بمتوسط كثافة قدره 444.7 لكل كيلومتر مربع (1,151.8/ميل2).
وتوزع التركيب العرقي للمدينة بنسبة 88.38% من البيض و3.09% من الأمريكيين الأفارقة و0.20% من الأمريكيين الأصليين و1.39% من الأمريكيين ذوي الأصول الآسيوية و0.03% من سكان جزر المحيط الهادئ و5.08% من الأعراق الأخرى و1.85% من عرقين مختلطين أو أكثر و11.91% من الهسبانيون أو اللاتينيون من أي عرق.
بلغ عدد الأسر 18,492 أسرة كانت نسبة 31% منها لديها أطفال تحت سن الثامنة عشر تعيش معهم، وبلغت نسبة الأزواج القاطنين مع بعضهم البعض 48.8% من أصل المجموع الكلي للأسر، ونسبة 10.4% من الأسر كان لديها معيلات من الإناث دون وجود شريك، بينما كانت نسبة 3.5% من الأسر لديها معيلون من الذكور دون وجود شريكة وكانت نسبة 37.3% من غير العائلات. تألفت نسبة 31.9% من أصل جميع الأسر من عدة أفراد يعيشون في نفس المنزل ونسبة 12.6% كانت تتألف من شخص يعيش بمفرده يبلغ من العمر 65 عاماً أو أكثر. وبلغ متوسط حجم الأسرة المعيشية 2.35، أما متوسط حجم العائلات فبلغ 2.97.
بلغ العمر الوسطي للسكان 37.9 عاماً. وكانت نسبة 24% من القاطنين تحت سن الثامنة عشر، وكانت نسبة 9.1% بين الثامنة عشر والرابعة والعشرين عاماً، ونسبة 27.6% كانت واقعةً في الفئة العمرية ما بين الخامسة والعشرين والرابعة والأربعين عاماً، ونسبة 23.5% كانت ما بين الخامسة والأربعين والرابعة والستين، ونسبة 14.9% كانت ضمن فئة الخامسة والستين عاماً فما فوق. يوجد لكل 100 أنثى 91.9 ذكر، ويوجد لكل 100 أنثى في الثامنة عشر من عمرها فما فوق 89.4 ذكر.
بلغ متوسط دخل الأسرة في المدينة 39,363 دولارًا، أما متوسط دخل العائلة فبلغ 48,207 دولارًا. وكان متوسط دخل الذكور 36,586 دولارًا مقابل 24,711 دولارًا للإناث. وسجل دخل الفرد الخاص بالمدينة 21,557 دولارًا. وكانت نسبة 7.1% من العائلات ونسبة 9.5% من السكان تحت خط الفقر، وكان من هؤلاء نسبة 14.7% تحت سن الثامنة عشر ونسبة 5.1% في الخامسة والستين من العمر وما فوق.

### تعداد عام 2010
بلغ عدد سكان مولين 43,483 نسمة بحسب تعداد عام 2010، وبلغ عدد الأسر 18,573 أسرة وعدد العائلات 11,358 عائلة مقيمة في المدينة. في حين سجلت الكثافة السكانية 992.3 نسمة لكل كيلومتر مربع (2,570.0/ميل2). وبلغ عدد الوحدات السكنية 19,856 وحدة بمتوسط كثافة قدره 453.1 لكل كيلومتر مربع (1,173.5/ميل2).
وتوزع التركيب العرقي للمدينة بنسبة 83.03% من البيض و5.18% من الأمريكيين الأفارقة و0.26% من الأمريكيين الأصليين و2.38% من الأمريكيين ذوي الأصول الآسيوية و0.02% من سكان جزر المحيط الهادئ و5.87% من الأعراق الأخرى و3.26% من عرقين مختلطين أو أكثر و15.56% من الهسبانيون أو اللاتينيون من أي عرق.
بلغ عدد الأسر 18,573 أسرة كانت نسبة 29.3% منها لديها أطفال تحت سن الثامنة عشر تعيش معهم، وبلغت نسبة الأزواج القاطنين مع بعضهم البعض 44.3% من أصل المجموع الكلي للأسر، ونسبة 12.1% من الأسر كان لديها معيلات من الإناث دون وجود شريك، بينما كانت نسبة 4.7% من الأسر لديها معيلون من الذكور دون وجود شريكة وكانت نسبة 38.8% من غير العائلات. تألفت نسبة 33.2% من أصل جميع الأسر من عدة أفراد يعيشون في نفس المنزل ونسبة 13% كانت تتألف من شخص يعيش بمفرده يبلغ من العمر 65 عاماً أو أكثر. وبلغ متوسط حجم الأسرة المعيشية 2.32، أما متوسط حجم العائلات فبلغ 2.95.
بلغ العمر الوسطي للسكان 39.2 عاماً. وكانت نسبة 22.8% من القاطنين تحت سن الثامنة عشر، وكانت نسبة 8.5% بين الثامنة عشر والرابعة والعشرين عاماً، ونسبة 25.8% كانت واقعةً في الفئة العمرية ما بين الخامسة والعشرين والرابعة والأربعين عاماً، ونسبة 26.8% كانت ما بين الخامسة والأربعين والرابعة والستين، ونسبة 16.1% كانت ضمن فئة الخامسة والستين عاماً فما فوق. وتوزع التركيب الجنسي للسكان بنسبة 48.3% ذكور و51.7% إناث.

## أعلام
- ديفيد أ. كولب
- فرانك غيتس ألين
- ستيف كوبيرسكي
- لوك نيلسون
- دان ستيل
- سيراس إي. ديتز
- أوسكار غراهام
- كين بيري
- جون دير
- دون سوندكويست

## وصلات خارجية
- www.moline.il.us